# محلة مسير
محلة مسير إحدى قرى مركز قطور التابع لمحافظة الغربية بجمهورية مصر العربية.

## التاريخ
قرية محلة مسير من القرى القديمة، حيث وردت باسم «محلة مسير» في أعمال الغربية ضمن قرى الروك الصلاحي التي أحصاها ابن مماتي في كتاب قوانين الدواوين، كما وردت باسم «محلة مسير» في أعمال الغربية ضمن قرى الروك الناصري التي أحصاها ابن الجيعان في كتاب «التحفة السنية بأسماء البلاد المصرية».
وردت باسم «محلة مسير» في التربيع العثماني الذي أجراه الوالي العثماني سليمان باشا الخادم في عصر السلطان العثماني سليمان القانوني ضمن قرى ولاية الغربية، وفي تاريخ 1228هـ/1813م الذي عدّ قرى مصر بعد المسح الذي قام به محمد علي باشا باسم «محلة مسير» ضمن قرى مديرية الغربية.
فصلت قرية كفر محلة مسير عن القرية في سنة 1272 هجري ثم أعيدت إليها في سنة 1889 م، ثم أعيد تكوينها في سنة 1901. أصلها محلة مسير من توابع مركز كفر الشيخ ثم نقلت إدارتها في عام 1950 إلى مركز قطور.

## السكان
بلغ عدد سكان محلة مسير 13,623 نسمة حسب تقدير عام 2018.
| السنة  | 1882 | 1897 | 1907 | 1927 | 1947 | 1960 | 1976 | 1986 | 1996 | 2006  | 2018   |
| ------ | ---- | ---- | ---- | ---- | ---- | ---- | ---- | ---- | ---- | ----- | ------ |
| القرية | 1035 | 1164 | 1703 | 1791 | 2497 | 2497 | 5786 | 7161 | 8422 | 9,937 | 13,623 |